# Zawidów II (gromada)
Zawidów II (alt. Zawidów) – dawna gromada, czyli najmniejsza jednostka podziału terytorialnego Polskiej Rzeczypospolitej Ludowej w latach 1954–1972.
Gromady, z gromadzkimi radami narodowymi (GRN) jako organami władzy najniższego stopnia na wsi, funkcjonowały od reformy reorganizującej administrację wiejską przeprowadzonej jesienią 1954 do momentu ich zniesienia z dniem 1 stycznia 1973, tym samym wypierając organizację gminną w latach 1954–1972.
Gromadę Zawidów II z siedzibą GRN w Zawidowie (wówczas wsi, nie wchodzącej w skład gromady) utworzono – jako jedną z 8759 gromad na obszarze Polski – w powiecie lubańskim w woj. wrocławskim, na mocy uchwały nr 19/54 WRN we Wrocławiu z dnia 2 października 1954. W skład jednostki weszły obszary dotychczasowych gromad Stary Zawidów, Wrociszów Dolny, Wrociszów Górny, Ostróżno, Skrzydlice i Wilka ze zniesionej gminy Zawidów w tymże powiecie. Dla gromady ustalono 13 członków gromadzkiej rady narodowej.
1 stycznia 1972 do gromady Zawidów włączono obszar zniesionej gromady Bierna w tymże powiecie.
Gromada przetrwała do końca 1972 roku, czyli do kolejnej reformy gminnej. Zniesionej w  1954 roku  gminy Zawidów nie reaktywowano, a miejscowości wchodzące w skład gromady Zawidów II weszły w skład reaktywowanej gminę Sulików.